# أباينو
  أباينو (بالإنجليزية: ABAYNOU)‏ هي جماعة قروية تابعة لإقليم كلميم ضمن جهة كلميم السمارة بالمغرب.  بلغ مجموع عدد سكان   أباينو حسب إحصاءات 2004 حوالي 2396  نسمة من بينهم 3 أجانب يعيشون في 435  أسرة.

## إحصاء عام
| السنة | عدد السكان | عدد الأسر | عدد الأجانب |
| ----- | ---------- | --------- | ----------- |
| 1994  | 2623       | 424       | °°°°        |
| 2004  | 2396       | 435       | 3           |